# Sybiracy

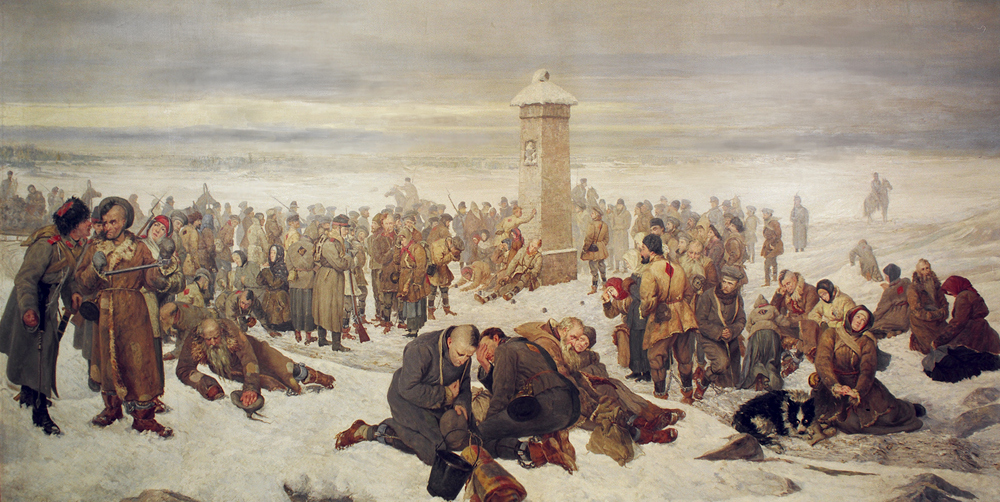
Aleksander Sochaczewski, Pożegnanie Europy, 1894

Sybiracy – w Polsce określenie na osoby zesłane na Syberię zarówno w czasach carskiej Rosji, jak i ZSRR. Wielu sybiraków należy do Związku Sybiraków. Standardowe znaczenie słowa sybirak to mieszkaniec Syberii.

## Rosja carska

### Historia zesłań

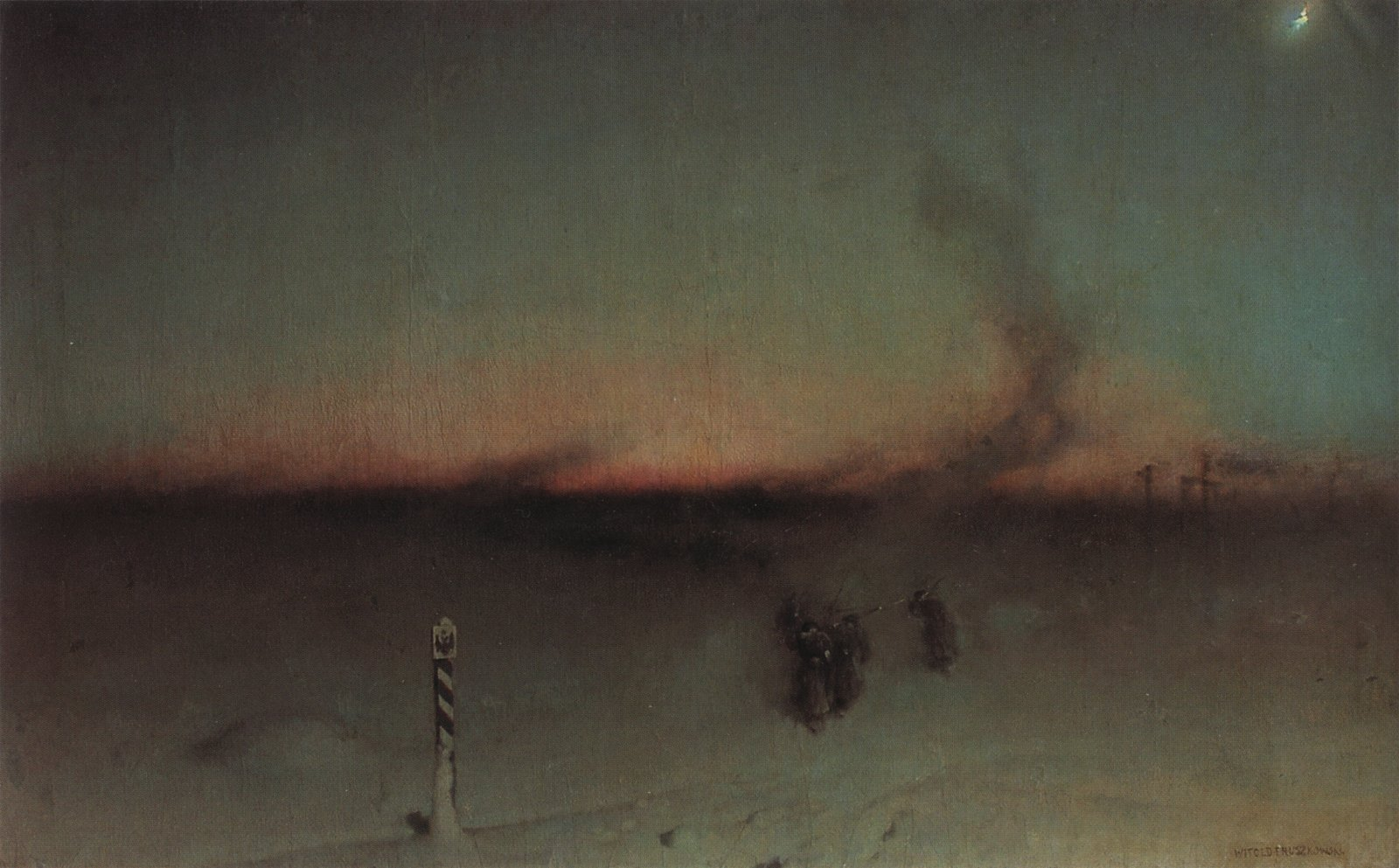
Witold Pruszkowski, Na zesłanie w Sybir, 1893

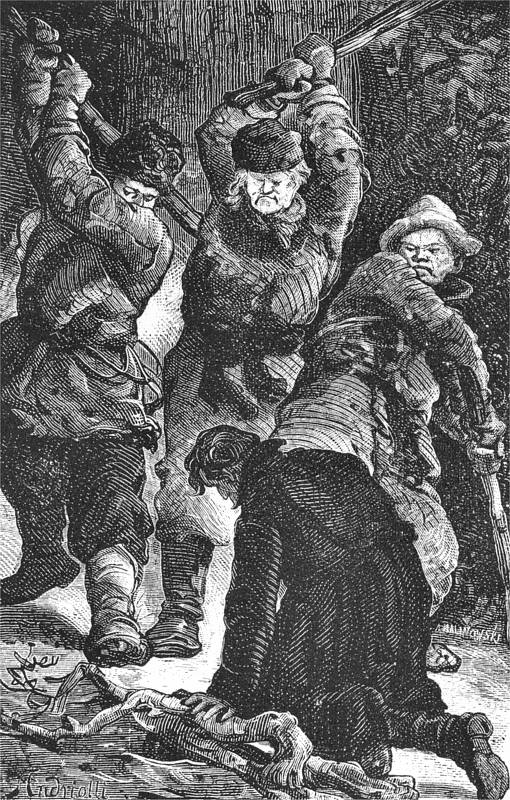
„Obrazki Syberii” grafika Michała Andriollego

W Imperium Rosyjskim zesłania były powszechną karą, ale również środkiem prewencji, co najmniej od początku XVI wieku. Do czasów Piotra I warunki kary zesłania nie były ściśle określone. Piotr I wyodrębnił karę katorgi, która od tej pory była odrębną karą względem zesłania. Obie kary zakładały przymusowe przesiedlenie, jednak katorga wiązała się z przymusową, ciężką fizycznie pracą bez wynagrodzenia i osadzeniem w specjalnych więzieniach dla katorżników, natomiast kara zesłania nie pozbawiała wolności osobistej, nie nakładała obowiązku pracy i umożliwiała pracę w wielu zawodach umysłowych. W późniejszym okresie różnice warunków odbywania katorgi i zesłania były dość niewielkie w przypadku katorżników skazanych za mniejsze przestępstwa, zwłaszcza po odbyciu części kary. Mogli oni wówczas mieszkać poza więzieniem i mieli szerszy wybór lżejszej pracy. Z kolei skazanym na zesłanie, zwłaszcza z powodów politycznych, mocno ograniczano możliwość wykonywania zawodów wyzwolonych czy urzędniczych. Jednak zawsze istniała różnica prawna oraz nakazu pracy. Większość osób po odbyciu katorgi odbywała jeszcze karę zesłania, choć w takim przypadku pozostawiano im znaczny wybór miejsca osiedlenia i możność podróżowania w ograniczonym zakresie, np. w obrębie guberni.
Określenie „Sybirak” występuje przede wszystkim w dwóch znaczeniach. W Rosji nazywa się tak mieszkańców Syberii, natomiast w Polsce Sybirakami przyjęło się nazywać tych wszystkich Polaków, którzy byli zesłani i przymusowo osiedleni na Syberii („zesłani na Sybir”), skąd pewna część nie wracała.
Na Syberii Polacy znaleźli się po raz pierwszy jako jeńcy wojenni w pierwszej połowie XVII wieku. Jednak właściwa historia polskich Sybiraków zaczyna się po rozgromieniu konfederatów barskich w 1768 roku. Kolejne fale zesłania z powodu uczestnictwa w spiskach, powstaniach, konspiracji, miały miejsce w latach 30. I 40. XIX wieku. Najwięcej Polaków trafiło na Syberię w wyniku klęski powstania styczniowego (lata 1863–1867). Oblicza się, że zesłano wtedy około 16,8 tys. Polaków oraz 1,8 tys. towarzyszących im osób. W ostatnim dwudziestoleciu XIX wieku „zsyłani” byli głównie uczestnicy nielegalnego ruchu rewolucyjnego. Od początku XX wieku liczba zesłańców nieznacznie, ale systematycznie rosła. Wśród nich byli ludzie skazani przez sądy oraz wygnani z kraju w drodze decyzji administracyjnej. W 1910 na Syberii przebywało od 48 do 52 tys. Polaków.

#### Pierwszy okres
W pierwszym okresie miejscem zesłań były głównie północne obszary europejskiej części Rosji. Zsyłano wówczas wyłącznie z powodów politycznych lub religijnych. Niepewnych politycznie, ale nie oskarżonych o działania wrogie wobec władzy, członków rodziny panującej lub możnowładców, zwłaszcza kobiety i dzieci zsyłano także do prowincjonalnych miast lub klasztorów w centralnej Rosji. Od początków XVII wieku zaczęto zsyłać także na Syberię, wtedy też pojawiła się praktyka zsyłania jeńców wojennych. Pierwszy znany przypadek zesłania na Syberię dotyczy mieszkańców miasta Uglicz, których zesłano formalnie za to, że 15 maja 1591 po odkryciu ciała małoletniego następcy tronu Dymitra, dokonali samosądu na kilku osobach podejrzanych o morderstwo lub niechęć do carewicza. Choć samosądu dokonała grupa ludzi, to zesłano wszystkich obywateli miasta. Do zesłania przyczyniły się niepotwierdzone pogłoski o tym, że carewicza zamordował ktoś z obywateli miasta. Ugliczan przesiedlono w 1593 na Ural, gdzie zbudowali osadę Piełym. Zsyłką oficjalnie objęto również dzwon, w który bito na alarm po odkryciu zwłok (co spowodowało zgromadzenie się tłumu i w konsekwencji rozruchy). Uroczyście utrącono mu ucho, odcięto serce, wybatożono i wywieziono do Tobolska (powrócił z zesłania w 1892). Pierwszymi słynnymi syberyjskimi zesłańcami indywidualnymi była bojarska rodzina Romanowów (Iwan i Wasilij z rodzinami), późniejszych władców Rosji. Zesłał ich do Piełymu car Borys Godunow w 1601 i byli tam do 1602. Z 1617 znane jest pierwsze zesłanie jeńców wojennych, w postaci 60 Polaków i Litwinów osiedlonych w okolicy Tobolska. Generalnie w okresie 1593–1645 zesłano na Syberię 1500 osób, w tym 600 jeńców (głównie Polaków i Litwinów, ale także Szwedów i Tatarów).

#### Drugi okres
Drugi okres zesłań, cechujący się wielkim wzrostem liczby zesłańców oraz zmianą składu społecznego i narodowego zesłanych, zaczął się w 1649, gdy po raz pierwszy wprowadzono karę zesłania za przestępstwa kryminalne (opuszczenie wsi przez poddanych). Nastąpiła szybka zmiana prawa, nakierowana m.in. na jak najszerszą zamianę kar śmierci na dożywotnie zesłanie. Od tego czasu starano się preferować wysyłanie na Syberię, a nie na północ europejskiej Rosji. W 1653 wprowadzono karę zsyłki za kradzież, rozbój i fałszowanie pieniędzy, w 1669 za włóczęgostwo, a na początku XVIII wieku także za dezercję z armii i za niemoralne prowadzenie się duchownych. Wtedy też wprowadzono pojęcie katorgi. Wobec wszystkich tych kategorii zesłanie było karą dodatkową poprzedzoną różnymi okaleczeniami i piętnowaniem. Od 1762 na zesłanie, a od 1765 na katorgę mogli wysyłać chłopów pańszczyźnianych również ich właściciele. Był to pierwszy przypadek, gdy o zesłaniu decydował ktoś inny niż władze.
Drugą cechą tego okresu zesłań był wielki wzrost zesłanych z powodów religijnych, politycznych oraz narodowościowych. Zajęcie wschodniej Ukrainy przez Rosję w 1654 i późniejsza walka z niezależnym kozactwem zainicjowała falę zesłanych Kozaków, stłumienie buntu strzelców przez cara Piotra I w 1698 przyniosło około 3 tys. zesłanych, a rozprawa z opozycyjnymi bojarami przez carycę Annę w latach 1731–1740 spowodowała wysłanie głównie na Syberię 20 tys. ludzi. Największą falę zesłanych przyniosły zesłania raskolników zaczęte w 1653 i trwające intensywnie do końca XVIII wieku. Liczbę zesłanych szacuje się na ponad 100 tys. ludzi.

#### Trzeci okres
Trzeci okres historii zesłań zaczyna się w 1822, kiedy uchwalono reformę Spierańskiego. W zakresie więziennictwa polegała ona na utworzeniu centralnej (w Tobolsku) i lokalnej administracji więziennej, która miała prowadzić rejestr zesłanych i pilnować przestrzegania terminów zwolnień (wcześniej z reguły wszystkich traktowano jako dożywotnich). Miała także dbać o umieszczanie zesłańców w osadach, gdzie były wolne domy na ich przyjęcie oraz o zapewnienie im środków do życia. Zapewniono także wypłatę wynagrodzeń za wykonywaną pracę. Na trasie transportu zesłańców zbudowano liczne więzienia etapowe, celem polepszenia warunków podróży. Dzieci katorżników uznano za ludzi wolnych. Stworzono możliwość składania skarg i system kontroli nad nadużyciami wobec zesłańców, choć nie działał on wydajnie. Zbudowano osady (27 we wschodniej Syberii) przeznaczone wyłącznie dla zesłańców, przy czym po 1850 osady te upadły.
Okres ten, podobnie jak koniec poprzedniego, cechował się wielką liczbą zesłanych, z których prawie wszystkich kierowano na Syberię (od 1868 również do dzisiejszego północnego Kazachstanu, traktowanego wtedy jako część Syberii).

### Liczba zesłanych w Rosji carskiej
W latach 1807–1870 zesłano na Syberię 461 tysięcy osób. W okresie 1853–1862: 101 tysięcy, a w latach 1863–1872: 146 tysięcy. W drugiej połowie XIX wieku liczba zsyłanych na Syberię wahała się w granicach 10–15 tysięcy rocznie, a liczba zesłanych mieszkających na Syberii przekraczała 250 tysięcy osób (w 1891 – 260 tys., 1898 – 299 tys. zesłanych i 10 700 katorżników). Dodatkowo w XIX wieku dość dużo osób odbywało karę zesłania w rejonie Kaukazu, a niewielka liczba osób także w prowincjonalnych miastach Rosji europejskiej.

### Warunki życia zesłańców w Rosji
W pierwszym okresie zesłań (XVI-XVII wiek) warunki zesłań były bardzo ciężkie, a śmiertelność duża. Nie było wówczas więzień etapowych, a stan dróg do miejsca zesłania był bardzo zły. Zesłanie rzadko kiedy było jedyną karą, przeważnie wcześniej skazanych poddawano chłoście, piętnowaniu i odcięciu członków (języka, nosa) po czym bez okresu leczenia wysyłano w drogę. Osłabienie związane z torturami oraz trudności podróży skutkowały dużą umieralnością. W tym czasie nie było żadnej infrastruktury więziennictwa w rejonie zesłań, zesłańcy sami musieli budować domy dla siebie i zagospodarowywać się, nie mając prawa do pomocy materialnej ze strony państwa, a także z reguły nie mając majątku, który był konfiskowany mocą wyroku. Akcja osadnicza odbywała się w rejonach wybranych ze względu na surowość klimatu i brak cywilizacji. Brak nawet teoretycznej kontroli nad stosunkiem miejscowych władz do zesłańców powodował niezwykle częste nadużycia, w tym powszechne kary fizyczne. Zakaz opuszczania miejsca zesłania był wówczas ściśle przestrzegany, podobnie jak i zakaz zatrudniania politycznych i religijnych zesłańców na stanowiskach ułatwiających egzystencję. Ważniejsi zesłańcy polityczni i prawie wszyscy religijni byli trzymani w celach klasztornych lub więziennych, często w łańcuchach (np. na Wyspach Sołowieckich). Nie określano okresu zesłania. W zasadzie był on dożywotni. Potomkowie zesłańców, a zwłaszcza katorżników mieli również status zesłańca.
Jeńców wojennych traktowano znacznie lepiej. Zesłania nie poprzedzały tortury, mieli oni oficjalną zgodę na podejmowanie pracy w administracji państwowej lub służby wojskowej. Przeszkolenie wojskowe, a czasami i wykształcenie powodowało, że od początku swej zsyłki byli pod opieką władz miejsca zesłania, które odczuwały brak kadr (zwłaszcza na Syberii). Skutkowało to lepszym traktowaniem zarówno w trakcie transportu, jak i pobytu. Od 1630, na mocy ukazu cara, każdy jeniec szlacheckiego pochodzenia po przejściu na prawosławie otrzymywał szlachectwo rosyjskie. Większość jeńców była dość szybko zwalniana, po zawarciu pokoju z krajem macierzystym, często próbowano też ich werbować do służby carskiej nadając liczne przywileje. Dzieci jeńców miały status ludzi wolnych.

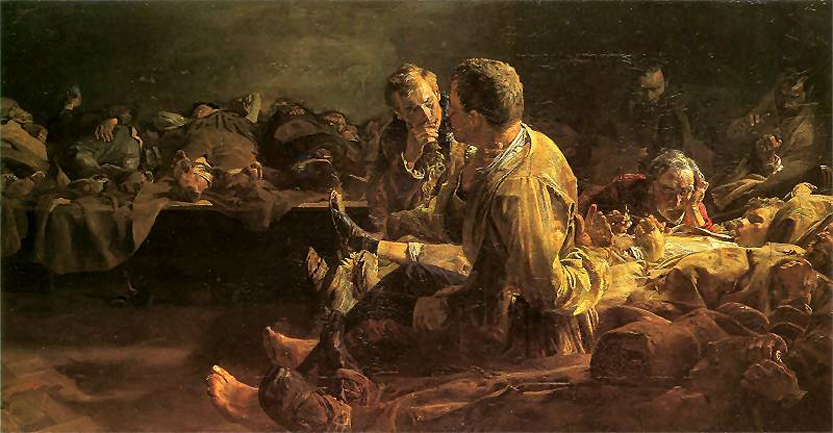
Śmierć na etapie – obraz Jacka Malczewskiego z 1891

Po reformie Spierańskiego w 1822 ustalono warunki odbywania kary zesłania, które były później z reguły zaostrzane.

### Transport zesłańców
Wyznaczono jedną trasę transportu zesłańców z Europy do wschodniej Syberii (przez Kazań, Orenburg, Tobolsk) podzieloną na 61 etapów (po 54–64 km każdy). Wszyscy skazani na katorgę oraz osoby skazane na dożywotnie lub długotrwałe osiedlenie (zdecydowana większość skazanych) musieli wędrować pieszo w kajdanach. Dzienne normy marszu wynosiły 21 do 42 kilometrów. Po dwóch dniach marszu był dzień odpoczynku. Skazani na krótki okres zesłania wiezieni byli wozami konnymi, a skazani o wysokiej pozycji społecznej i nie obciążeni wyrokiem za zdradę stanu mogli uzyskać zgodę władz na podróż na swój koszt własnym powozem i z dowolną ilością bagażu. Obie powyższe kategorie zesłańców podróżowały bez kajdan, choć pod konwojem.

### Pobyt na zesłaniu

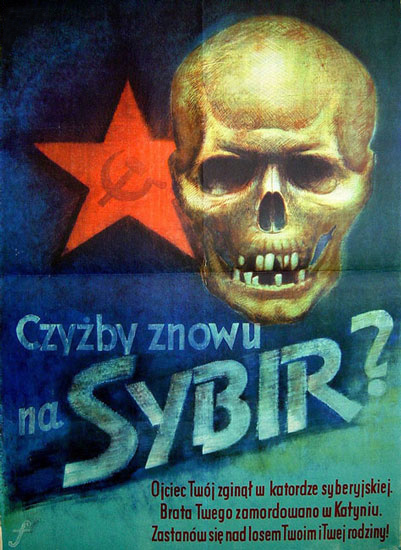
Niemiecki plakat antysowiecki podsycający strach przed wywózkami z terenów zajętych przez ZSRR

Każdemu zesłańcowi przysługiwał jednorazowy zasiłek na osiedlenie (często w postaci ziarna i materiałów), o ile osiedlał się na wsi. Oprócz tego osoby pochodzenia szlacheckiego dostawały rocznie 57 rubli pensji, a osoby niepełnosprawne lub stare 114 rubli i czasami możność zamieszkania w państwowym przytułku. W praktyce często świadczenia te wypłacano nieregularnie i z opóźnieniami. Kwota 57 rubli nie wystarczała do przeżycia, dlatego prawie wszyscy zesłańcy szukali jakiejkolwiek pracy zarobkowej, choć nie było przymusu prawnego.

## Zesłania w ZSRR

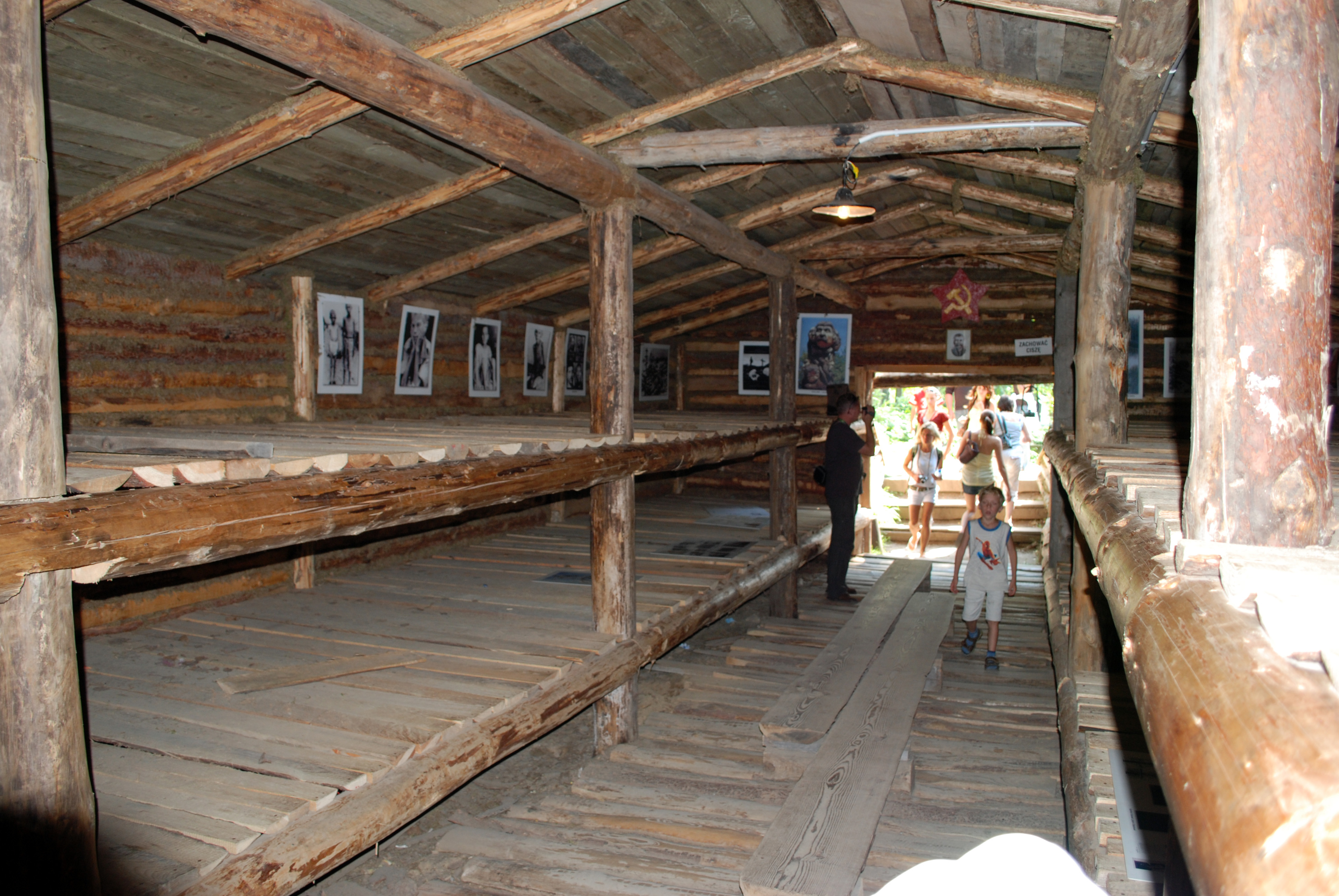
Rekonstrukcja baraku, w jakim mieszkali więźniowie łagrów. W jego bezpośrednim sąsiedztwie znajduje się oryginalny dom zbudowany przez zesłańców na Syberii, przetransportowany do CEPR w Szymbarku

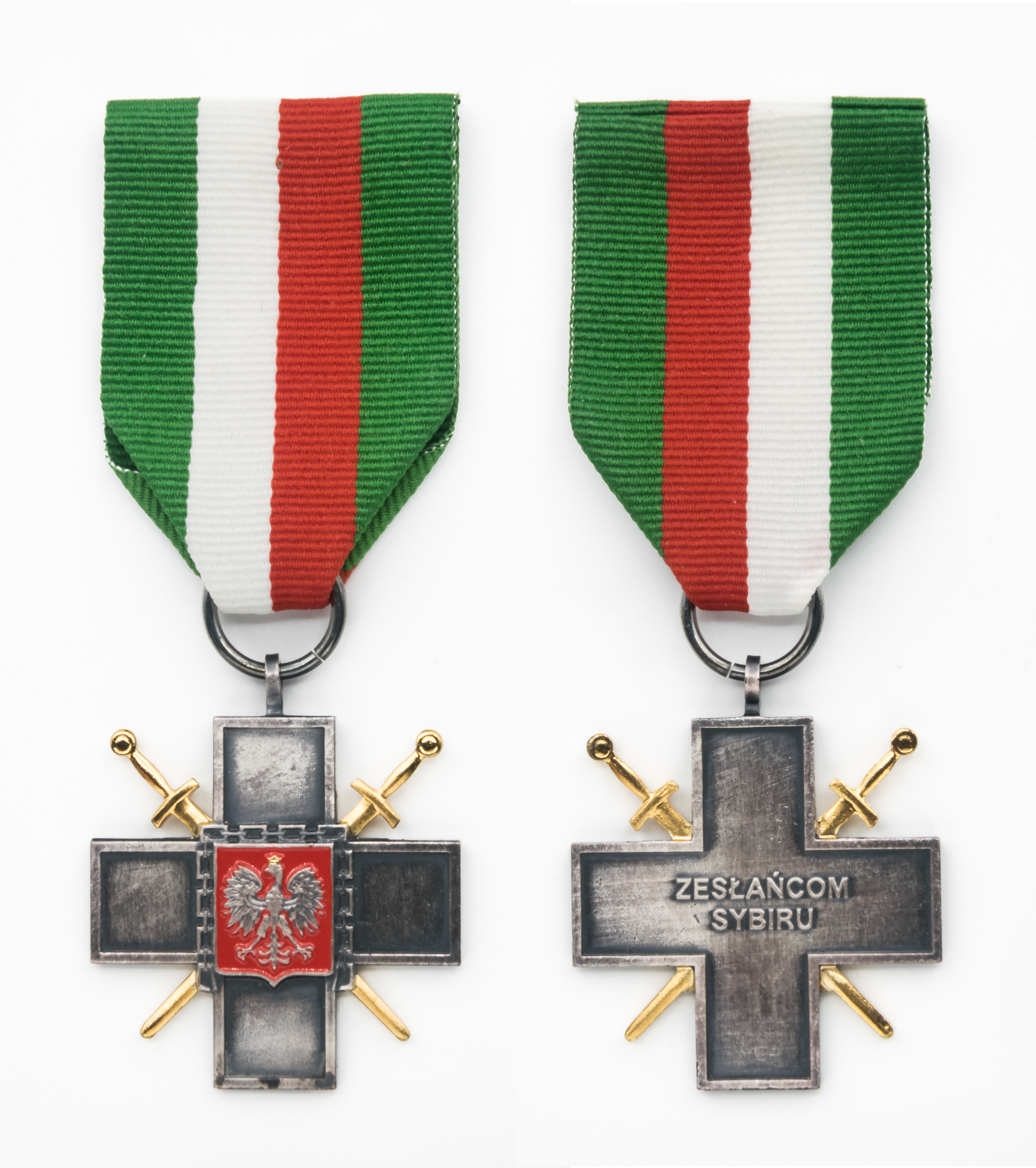
Krzyż Zesłańców Sybiru

W ZSRR Syberia była dalej centrum zesłań, powstał tam m.in. system łagrów, zarządzany przez Główny Zarząd Obozów – Gułag. Po agresji ZSRR na Polskę setki tysięcy polskich mieszkańców Kresów uległo przesiedleniu, niektórzy m.in. na Syberię (inni np. do Kazachstanu).
14 czerwca 1941 w nocy rozpoczęła się sowiecka akcja przeciwko ludności zajętej Litwy. W pierwszym tygodniu wywieziono około 30 tys. osób. W latach 1941–1952 Sowieci wywieźli z kraju około 132 tys., z tej liczby zginęło 28 tys. 21 maja 1947 Centralny Komitet sowieckiej partii przyjął tajne postanowienie „O tworzeniu kołchozów w republikach bałtyckich” – Wiosna 1948 – wywózki o kryptonimie „Wiosna” były drugą falą wywózek i największą taką akcją w powojennej historii Sowietów. Trzecia faza czystek to akcja „Jesień” 1951, wywieziono 4 tys. rodzin chłopskich – 16 150 osób – „wrogów kolektywizacji”. Nie były to tak zwane repatriacje, ale zsyłki w głąb Rosji (np. do Buriackiej Mongolskiej Autonomicznej SRR wywieziono 39 766 osób).

## Upamiętnienie
Martyrologia Polaków zsyłanych, więzionych i mordowanych na Syberii została, po 1990, upamiętniona na Grobie Nieznanego Żołnierza w Warszawie napisem na jednej z tablic „SYBERIA OD 1768”.
Narodowy Bank Polski wprowadził do obiegu monety upamiętniające Sybiraków – „zagubione pokolenia polskiego narodu”:
- w dniu 26 marca 2008
  - 100 zł – wykonaną stemplem lustrzanym w złocie,
  - 10 zł – wykonaną stemplem lustrzanym w srebrze,
- w dniu 28 marca 2008
  - 2 zł – wykonana stemplem zwykłym w stopie Nordic Gold.

2 stycznia 2017 nastąpiło otwarcie w Białymstoku ogólnopolskiego Muzeum Pamięci Sybiru, które jest centralną placówką zajmującą się upamiętnieniem syberyjskiej martyrologii.

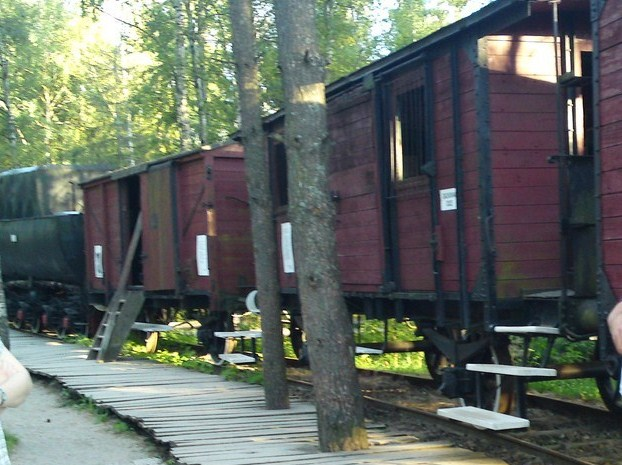
Rampa załadowcza z oryginalnym parowozem i skład zsyłkowy w Szymbarku
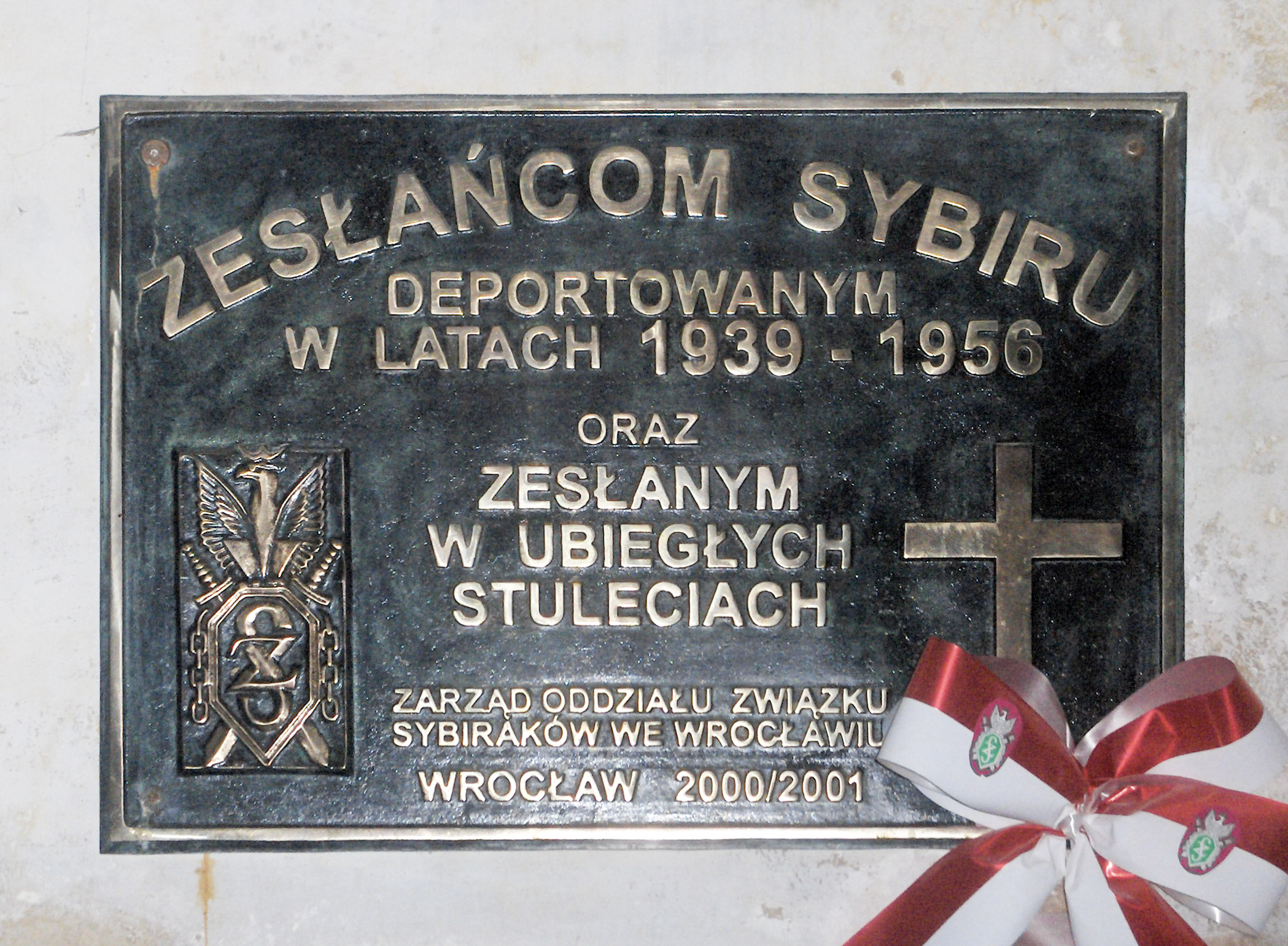
Tablica pamiątkowa poświęcona Zesłańcom Sybiru (bazylika św. Elżbiety we Wrocławiu)
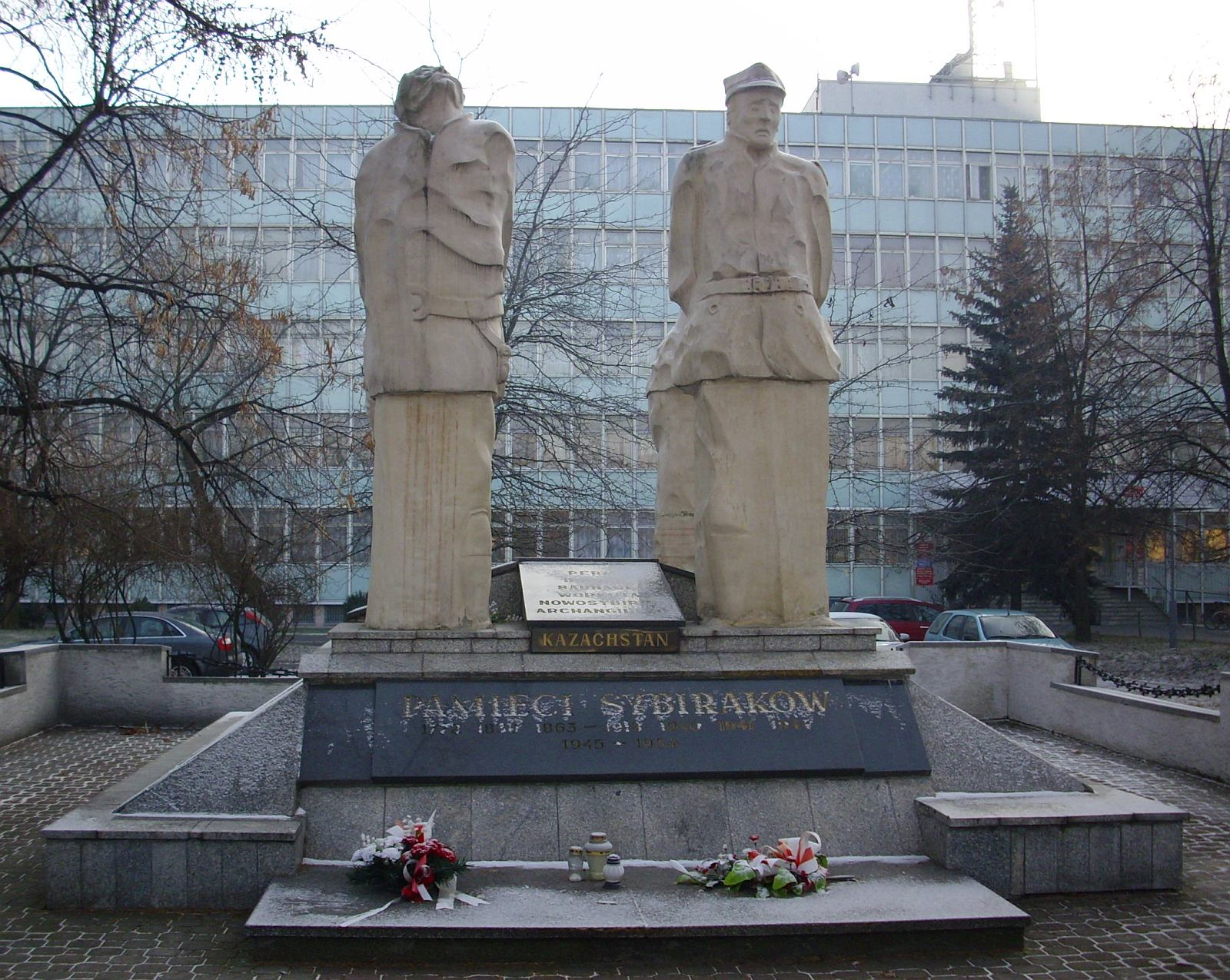
Pomnik Sybiraków w Białej Podlaskiej
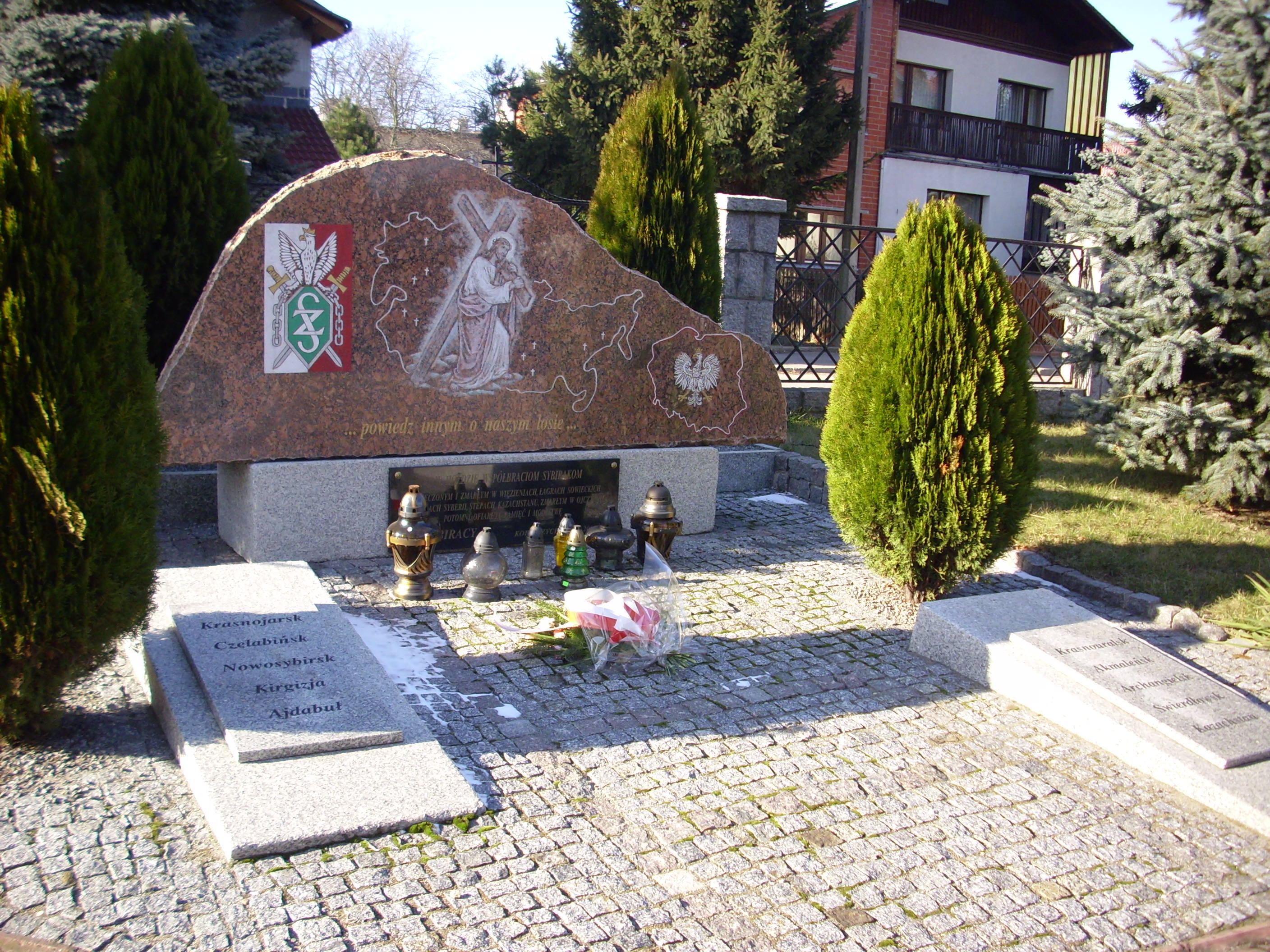
Pomnik Sybiraków w Kobierzycach
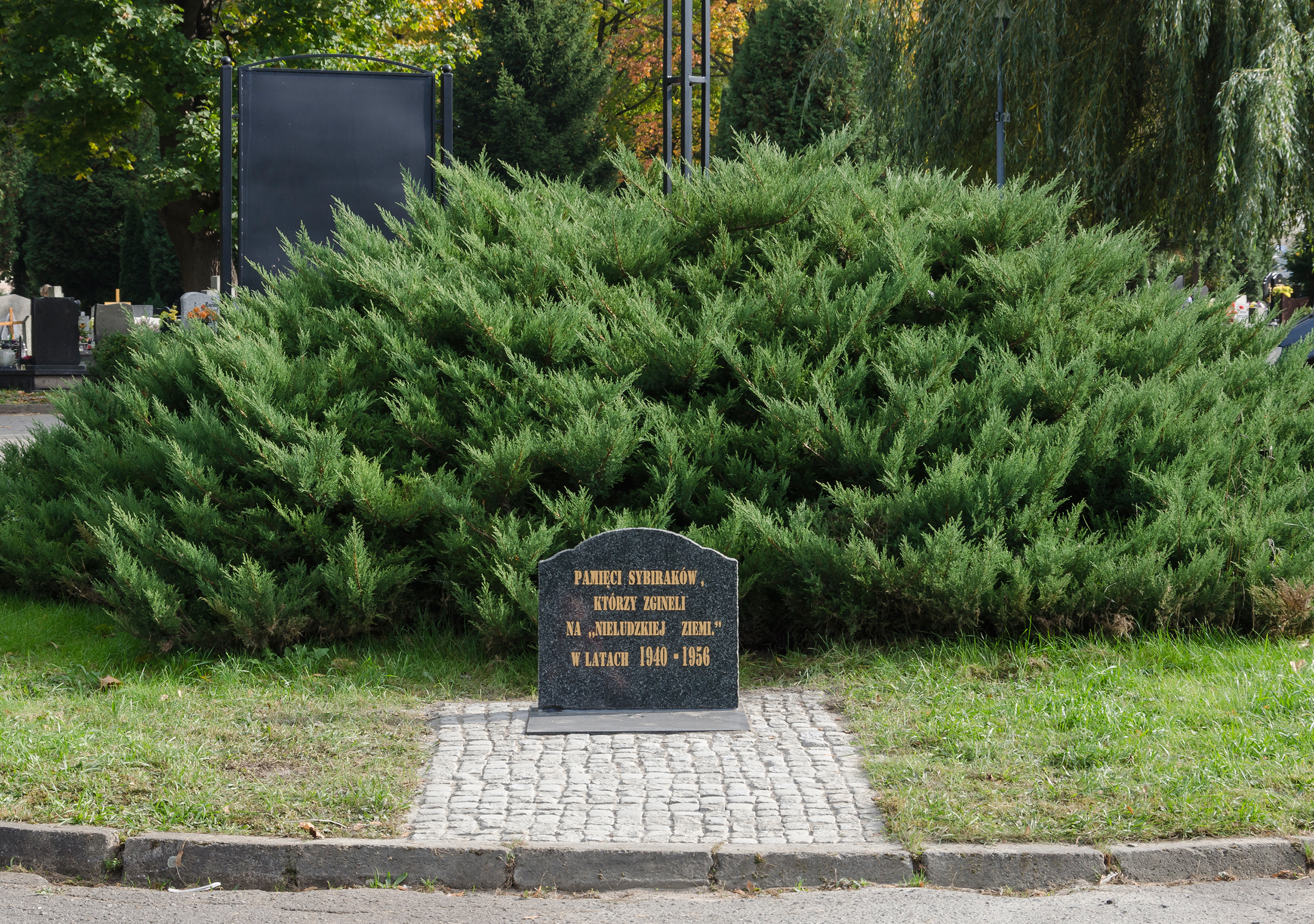
Tablica pamiątkowa na cmentarzu w Kłodzku
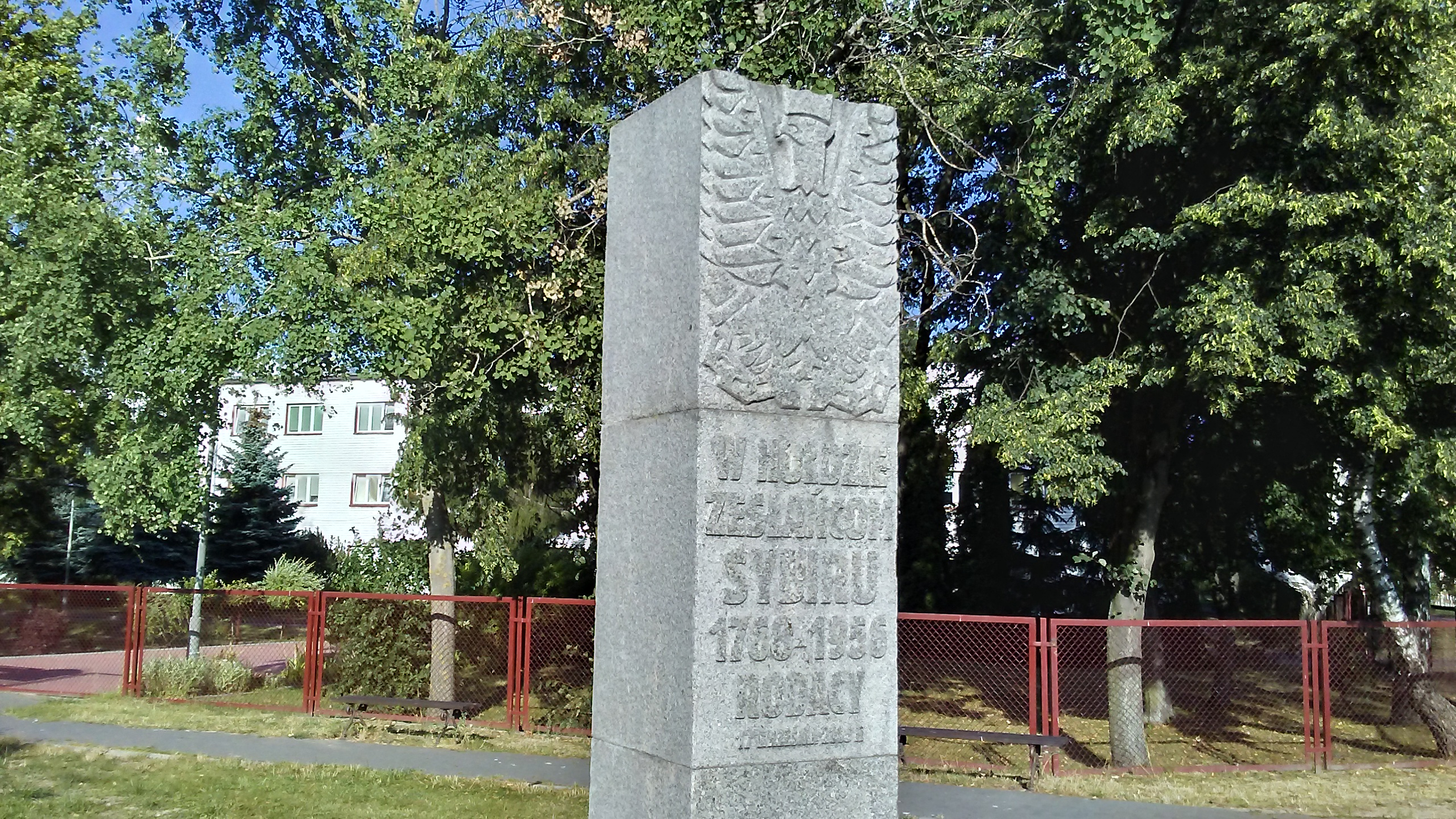
Pomnik Zesłańców Sybiru przy rondzie ich imienia w Tomaszowie Mazowieckim
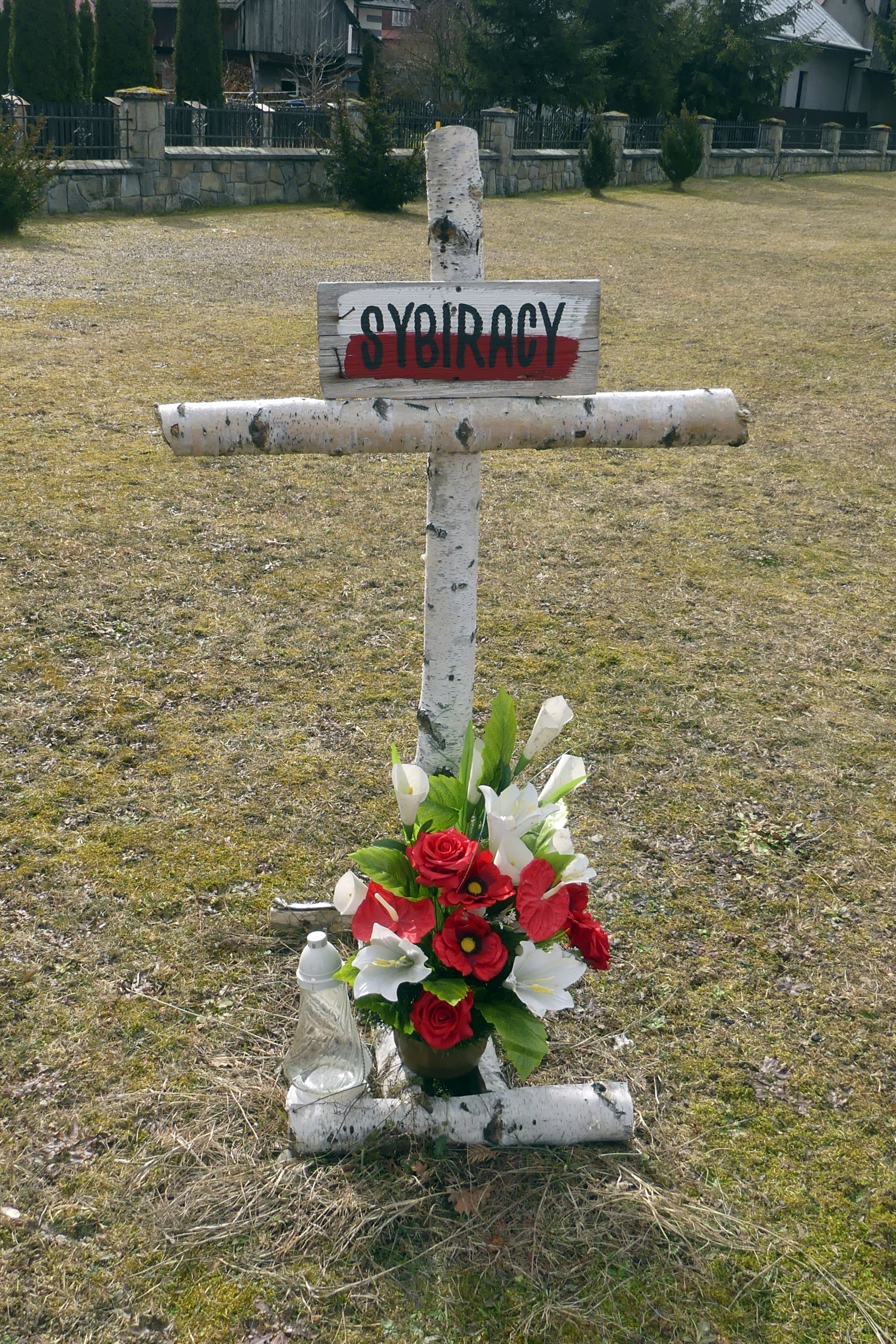
Upamiętnienie zesłańców w Krościenku n/Dunajcem